# ナッソー (護衛空母)
| USS_Nassau_(CVE-16)_off_the_Mare_Island_Naval_Shipyard,_California_(USA),_on_29_April_1944_(19-N-65105) |                                             |
| 艦歴 |                                             |
| 発注:                                                                                                   |                                             |
| 起工:                                                                                                   | 1941年11月27日                              |
| 進水:                                                                                                   | 1942年4月4日                                |
| 就役:                                                                                                   | 1942年8月20日                               |
| 退役:                                                                                                   | 1946年10月28日                              |
| 除籍:                                                                                                   |                                             |
| その後:                                                                                                 | スクラップとして売却                        |
| 性能諸元                                                                                                |                                             |
| 排水量:                                                                                                 | 9,600 トン                                  |
| 全長:                                                                                                   | 495.75 ft (151.1 m)                         |
| 全幅:                                                                                                   | 69.5 ft (21.2 m)                            |
| 吃水:                                                                                                   | 26 ft (7.9 m)                               |
| 機関:                                                                                                   |                                             |
| 最大速:                                                                                                 | 16.5 ノット                                 |
| 航続距離:                                                                                               |                                             |
| 乗員:                                                                                                   | 士官、兵員890名                             |
| 兵装:                                                                                                   | 4インチ砲2門、連装40mm機銃8基、20mm機銃27基 |
| 搭載機:                                                                                                 | 24                                          |

ナッソー (USS Nassau, AVG/ACV/CVE-16) は、アメリカ海軍の護衛空母。ボーグ級航空母艦の1隻。

## 艦歴
ナッソーは海事委任契約の下ワシントン州タコマのシアトル・タコマ造船所で1941年11月27日に起工した（船体番号234）。1942年4月4日にオレゴン州タング・ポイントでG・H・ハッセルマン夫人によって進水し、5月1日にワシントン州ブレマートンのピュージェット・サウンド海軍工廠まで牽引され海軍に引き渡され護衛空母に転換された。1942年8月20日にオースティン・K・ドイル艦長の指揮下就役した。
ナッソーはタコマ造船で建造された37隻のC3貨物船を改装した航空母艦の内の一隻であった。26隻はイギリス海軍に貸与され、10隻はボーグ級航空母艦としてアメリカ海軍に就役した。
10月10日にナッソーはカリフォルニア州アラメダのアラメダ海軍航空基地に到着し、航空機を搭載すると4日後に真珠湾に向けて出航、その後パルミラ環礁に向かい、10月30日に到着した。続く4ヶ月間、ナッソーはパルミラ環礁とヌーメア、エスピリトゥサント間で活動した。
ナッソーは1943年2月14日に真珠湾に帰還、兵員と航空機を積み込むと2月21日にエスピリトゥサントへの輸送任務に就く。3月中旬に真珠湾へ戻り、続いてアラメダに向かう。ナッソーは4月にサンディエゴに移動し飛行訓練を行い、その後第51.1任務群に合流、VC-21 を乗艦させアラスカ州コールド湾へ向かう。
5月4日に偵察巡航を行いその後第51任務部隊と共に飛行訓練を行う。5月11日から20日までアッツ島攻略戦において上空援護を行い、5月後半にサンディエゴに帰還、6月8日にアラメダに到着し45機の航空機を搭載するとブリスベーンに向かう。7月2日に航空機を送り届けると、ヌーメア経由でサンディエゴに帰還する。
ナッソーは8月にサンディエゴ沖で訓練を行い、その後サモアに航空機を輸送する。10月19日にサンディエゴに帰還し、第225海兵隊戦闘機中隊を乗艦させ真珠湾へ輸送、10月30日に到着する。真珠湾で11月上旬まで作戦活動に従事し11月7日に VF-1 を乗艦させるとギルバート諸島に向かい、第52任務部隊と作戦活動に入る。
ナッソーは VF-1 をタラワに輸送し、地上部隊に設備を送り届けた。タラワ侵攻作戦は11月20日に開始したが、大きな抵抗に遭遇した。VF-1 は戦闘偵察を命じられ、空母攻撃部隊の支援として空爆、機銃掃射を行った。部隊は4日間で106回の出撃と237時間の飛行時間を記録し、一機の損害も生じなかった。
作戦任務の後、ナッソーは12月5日に真珠湾に帰還する。その後第51.2任務群と共にマーシャル諸島に向かい。1944年1月29日にマロエラップ環礁に攻撃を行う。翌日任務群はクェゼリン環礁、ウォッジェ環礁、マロエラップ環礁に攻撃を集中させ、ナッソーは部隊と共に対潜水艦、空中警戒任務に従事した。
ナッソーは3月3日に真珠湾に帰還し、VC-66 を上陸させると航空機、貨物および兵員を積み込みマーシャル諸島へ向かう。3月を通じてクェゼリン、マジュロ、真珠湾の間で輸送任務に従事し、メア・アイランド海軍工廠で修理及び改修後、5月5日に51機の航空機をニューギニアのフィンシュハーフェンへ輸送する。続く4ヶ月にわたってサンディエゴから真珠湾、アドミラルティ諸島、ニューヘブリディーズ諸島への輸送任務に従事した。
9月1日にゼーアドラー湾に到着し、ナッソーは第30.8任務群に合流する。ナッソーはハルゼー提督率いる第3艦隊の一艦として活動を始める。ナッソーはアドミラルティ諸島から他の護衛空母と共に第38任務部隊の空母に補充の航空機と兵員を輸送した。ナッソーは西太平洋で三度の補給任務を行った。使用不能となった航空機を積み込みアドミラルティ諸島に帰還した後、修理調整のため真珠湾に向かう。
これらの補給巡航の第一回はパラオに対する攻撃支援のためのものであった。二回目はフィリピン攻撃に対する支援であり、その後第38任務部隊は攻撃目標をフィリピン北部から台湾に変更する。ナッソーは10月20日にマヌス島に到着する。要修理の航空機と新品を積み替え、ナッソーは最後の補給巡航に出航した。ウルシー泊地を出航し第38.1任務群および38.3任務群に10月28日合流、70機の航空機と43名のパイロットを正規空母に補給した。
第12.6.1艦隊はナッソー、戦艦テネシー (USS Tennessee, BB-43) および4隻の艦艇から成り、11月5日に出航、16日に真珠湾に到着する。2日後ナッソーはサンディエゴに向かう。ナッソーが運んだ乗客の中には10月24日のレイテ沖海戦で沈没した空母プリンストン (USS Princeton, CVL-23) の生存者382名が含まれていた。11月半ばに真珠湾への輸送任務を行い、1944年12月から1945年2月までにグアムへ三度の往復を行う。3月23日にアラメダに到着し、その後終戦までアラメダから真珠湾、グアム、マヌス島、サマール島、サイパンへ輸送任務を継続した。
ナッソーは1946年5月13日にアラメダを出航、ワシントン州タコマに向かう。10月28日に退役し、太平洋予備役艦隊入りする。その後航空機輸送のための改修が行われ、1955年6月12日に CVHE-16（護衛ヘリ空母）へ艦種変更される。間もなくブレマートン予備役グループに移動し、1959年3月1日に除籍される。ナッソーは1961年6月に廃棄のために日本へ牽引された。
ナッソーは第二次世界大戦の戦功で5つの従軍星章を受章した。